# Grecești
Grecesti là một xã thuộc hạt Dolj, România. Dân số thời điểm năm 2002 là 2038 người.